# Simón Vela
Pour les articles homonymes, voir Vela.
Compléments
Ses restes sont dans l'église de Santa María del Robledo de Sequeros (Salamanque, Espagne)
Simón Vela, né à Paris l'année 1384 et mort à El Cabaco le 11 mars 1438, est un pèlerin français, dont le nom original était Simon Roland, qui en 1434 a trouvé une image romane de la Vierge Marie au sommet de la Peña de Francia (El Cabaco, province de Salamanque, Espagne),.

## Pèlerin à la recherche d'une image de la Vierge Marie
Selon la légende, Simon Roland était une personne d'une grande dévotion religieuse qui, dans les rêves, a reçu le message qui devrait trouver une image de la Vierge Marie dans le Rocher de France.
Après avoir cherché l'image depuis plusieurs années par la France, il a fait le Camino de Santiago et à son retour de Santiago de Compostela a été détourné par la province de Salamanque.
Dans la ville de Salamanque, il entendit le nom de la Peña de Francia (Rocher de France) et a suivi une route à San Martín del Castañar, où il a reçu des indications concrètes pour grimper la montagne. Le troisième jour de la recherche de l'image, il avait une apparition mariale et c'est le 14 mai 1434 quand il trouve enterré une image romane de la Vierge Marie au sommet de la Peña de Francia. À partir de là, il a changé son nom à Simón Vela et a consacré ses efforts pour promouvoir le culte de l'image trouvée.
Il est mort le 11 mars 1438 et a été enterré à côté de l'autel de la Vierge; mais plus tard, ses restes ont été transférés à Sequeros,.